# Charles Morel (homme politique)
Pour les articles homonymes, voir Charles Morel (homonymie) et Morel.
Charles Morel, né le 29 avril 1893 et mort le 13 décembre 1968, est un homme politique français.

## Biographie

### Famille
En 1920, sa sœur Marie-Hélène épouse Henri Bourrillon, futur maire de Mende, mort en déportation en 1945 pour faits de résistance.

## Détail des fonctions et des mandats
Mandat parlementaire
- 8 décembre 1946 - 19 juin 1955 : Sénateur de la Lozère